# Voyelle ouverte centrale non arrondie
La voyelle ouverte (ou basse) centrale non arrondie est une voyelle utilisée dans certaines langues. Son symbole dans l'alphabet phonétique international est [ä], et son équivalent en symbole X-SAMPA est a_".
Elle est souvent représentée par le symbole [a] aussi employé pour la voyelle ouverte antérieure non arrondie, cette utilisation étant acceptée par l'Association phonétique internationale. Comme aucune langue ne fait de distinction entre voyelles ouvertes antérieures et centrales, des symboles séparés sont inutiles. S'il est nécessaire, la différence peut être spécifiée à l'aide de différents diacritiques : [ä] (diacritique central), [a̠], [ɑ̈] ou [ɐ̞]. Les sinologistes utilisent parfois le symbole ‹ ᴀ › (petite capitale A), symbole proposé comme symbole API officiel en 2008 mais rejeté en 2012.

## Caractéristiques
- Son degré d'aperture est ouvert, ce qui signifie que la langue est positionnée aussi loin que possible du palais.
- Son point d'articulation est central, ce qui signifie que la langue est placée aussi loin que possible au milieu de la bouche. Cependant, comme précisé plus haut, il peut aussi être antérieur, ce qui signifie que la langue est placée à l’avant de la bouche.
- Son caractère de rondeur est non arrondi, ce qui signifie que les lèvres ne sont pas arrondies.

## Langues
Elle apparaît dans la plupart des langues. Pour celles qui ne possèdent qu'une seule voyelle ouverte, on utilise généralement le symbole (a) car c'est le seul à appartenir à l'alphabet latin de base. Cependant, dans toutes les langues ci-dessous, la voyelle /a/ est plus proche de la centrale [ä] que de l'antérieure [a] :
- Français : [pät] « patte ».
- Allemand ratte ['ʀätə] « rat » (le point d'articulation peut être reculé, selon le dialecte)
- Espagnol : rata [ˈrätä] « rat »
- Japonais : 蚊 [kä] « moustique »
- Néerlandais : zaal [zäːl] « salle » (le point d'articulation peut être reculé selon le dialecte et la génération du locuteur)
- Roumain : cal [käl] « cheval »